# Carol Marsh
Carol Marsh, pseudonimo di Norma Lilian Simpson (Preston, 14 maggio 1926 – Londra, 6 marzo 2010), è stata un'attrice britannica.

## Filmografia
- Brighton Rock, regia di John Boulting (1947)
- Alice in Wonderland, regia di Dallas Bower (1949)
- I Want to Get Married, regia di Terence Fisher (1949)
- Helter Skelter, regia di Ralph Thomas (1949)
- The Romantic Age, regia di Edmond T. Gréville (1949)
- Lo schiavo dell'oro (Scrooge), regia di Brian Desmond Hurst (1951)
- Salute the Toff, regia di Maclean Rogers (1952)
- Private Information, regia di Fergus McDonell (1952)
- Dracula il vampiro (Dracula), regia di Terence Fisher (1958)
- Man Accused, regia di Montgomery Tully (1959)